# Pippa Funnell
Philippa Rachel Funnell, detta Pippa (Crowborough, 7 ottobre 1968), è una cavallerizza britannica, vincitrice di tre medaglie ai Giochi olimpici nell'equitazione.
Sposata con William Funnell, è l'autrice di una serie di libri sui cavalli intitolata Storie di Cavalli.

## Biografia
Pippa Funnell è nata il 7 ottobre 1968 a Crowborough, nel Regno Unito, da Jenny e George Nolan.
Secondo la sua autobiografia, ha ricevuto il suo primo pony, Pepsi, all'età di sei anni: un regalo di Raymond Brooks-Ward, promotore di show e commentatore della BBC. Quando la proprietaria aveva nove anni, Pepsi è stato sostituito da Flighty, un pony regalatole da Ruth MacMullen, insegnante all'Enfield Chace Pony Club. Ad undici anni, Flighty è stato venduto e Ruth le ha regalato un nuovo pony, Jeremy Fisher.
A partire dai dieci anni, Pippa ha frequentato il Wadhurst College, in Wadhurst: è poi diventata capitano della squadra di lacrosse del Sussex, portando la scuola a competere a livello nazionale.
A quattordici anni ha ricevuto il suo primo cavallo: Sir Barnaby.
A sedici anni ha abbandonato gli studi per dedicarsi completamente all'equitazione, ma questa scelta non è stata condivisa dalla famiglia: il padre voleva che continuasse a studiare. Lei ha comunque iniziato ad allenarsi sotto la guida di Ruth.
Nel 1985 ha iniziato a partecipare alle competizioni equestri: ha debuttato ai Crookham Horse Trials, partecipando nella classe dei novizi e vincendo l'oro.

## Carriera
Oltre alle tre medaglie olimpiche ha ottenuto un bronzo mondiale e cinque ori, un argento e un bronzo ai Campionati europei di concorso completo. In queste ultime competizioni ha ottenuto i primi titoli durante gli anni ottanta. In particolare, nel 1986 è arrivata terza nella categoria Junior; dal 1987 ha partecipato nella categoria Young Rider, vincendo il primo premio nel concorso individuale, e nel 1988 ha ottenuto la medaglia d’oro nel concorso a squadre; nel 1989 si è posizionata seconda sia nel concorso individuale che nel concorso a squadre.
Ha partecipato ripetutamente al Magic Millions Festival of British Eventing: nel 1990, nel 1991 e nel 2002 è arrivata seconda al British Open Championship; nel 1992 ha vinto l'oro. Nello stesso anno è arrivata prima al British National Championship, vittoria ripetuta nel 2002 e nel 2011.
Negli anni 1992, 1993, 1995, 1996, 2001 e 2005 ha partecipato al Royal Windsor Horse Show vincendo il bronzo il primo anno, l'argento il secondo e l'oro alle edizioni successive.
Nel 1992, nel 2002 e nel 2010 ha vinto il primo premio ai Bramham International Horse Trials.
Tra il 1992 e il 2004 ha partecipato ai Blenheim Palace International Horse Trials: nel 1992 si è posizionata terza, mentre negli anni 1993, 1995, 2003 e 2004 ha vinto la medaglia d'oro.
Nel 1997 è arrivata seconda alle Punchestown Racecourses, evento irlandese a cui ha partecipato anche nel 1999, vincendo l'oro. Nel 1998 ha ottenuto il primo premio all'Hickstead Eventers' Grand Prix, vittoria ripetuta nel 2000 e nel 2001.
Nel 1999 ha vinto il primo premio ai Luhmühlen Horse Trials.
Ancora nel 1999 ed anche nel 2001 ha preso parte ai Campionati europei di concorso completo nella categoria Senior, vincendo il primo premio in entrambi gli anni sia nel concorso completo individuale che nel concorso completo a squadre. Ha partecipato ai Campionati per altre tre edizioni: nel 2003 ha vinto ancora l'oro nel concorso completo a squadre e si è posizionata terza nel concorso completo individuale; nel 2015 e nel 2019 ha ottenuto l’argento nel concorso completo a squadre.
Nel 1999 ha partecipato alle gare equestri di Fontainebleau, in Francia, vincendo l'oro nel concorso completo a squadre. Nel 2001, sempre nel concorso completo a squadre, ha vinto i Pau Horse Trials (Les 5 Etoiles De Pau).
Secondo la sua autobiografia, nel 2000 e nel 2004 si è posizionata prima ai Chatsworth International Horse Trials e nel 2002 è arrivata seconda. Ancora nel 2000, inoltre, ha vinto l'oro alle gare che si tengono a Le Lion D'Angers e, nello stesso anno, ha ottenuto l'argento ai Burgie Horse Trials, a cui l'anno successivo è arrivata prima. Nel 2001, nel 2002 e nel 2003 ha partecipato agli eventi equestri di Saumur, in Francia: il primo anno si è posizionata seconda, alle edizioni successive ha vinto l'oro.
Pippa è stata membro della squadra britannica di equitazione per tre edizioni dei Giochi Olimpici. Nel 2000 ha partecipato alle Olimpiadi di Sydney, vincendo la medaglia d'argento nel concorso completo a squadre. Nel 2004, alle Olimpiadi di Atene, ha ottenuto il bronzo nel concorso completo individuale e l'argento in quello a squadre. Nel 2016 ha partecipato alle Olimpiadi di Rio de Janeiro, senza però ottenere un posto sul podio: è arrivata quinta nel concorso completo a squadre e ventiseiesima in quello individuale. Avrebbe dovuto partecipare alle Olimpiadi di Londra del 2012, ma non l'ha potuto fare a causa di un infortunio subito dai suoi cavalli.
Nel 2002 ha partecipato ai Campionati mondiali di equitazione nel concorso completo a squadre, vincendo la medaglia di bronzo. Nel 2010, partecipando ad essi una seconda volta, si è posizionata quinta nel concorso completo individuale.
Nel 2002, nel 2003 e nel 2005 ha vinto i Badminton Horse Trials. Nel 2003 ha vinto anche i Kentucky Horse Trials. Sempre nel 2003 ed anche nel 2019 ha vinto i Burghley Horse Trials. Queste tre competizioni costituiscono il Grand Slam of Eventing: Pippa, grazie alle proprie vittorie consecutive ai Badminton Horse Trials, ai Kentucky Horse Trials ed ai Burghley Horse Trials nel 2003, l'ha vinto.
Nel 2003 ha ottenuto l'oro ai Lexington Horse Trials. È stata vincitrice degli Osberton Horse Trials nel 2015 e nel 2016 ha vinto i Ballindenisk Horse Trials. Nel 2021 ha partecipato ai Chedington Bicton 5* Horse Trials, vincendo l'argento.

## Palmarès
| Anno | Manifestazione  | Sede   | Evento                        | Risultato | Note |
| ---- | --------------- | ------ | ----------------------------- | --------- | ---- |
| 2000 | Giochi olimpici | Sydney | Concorso completo a squadre   | Argento   |      |
| 2004 | Giochi olimpici | Atene  | Concorso completo a squadre   | Argento   |      |
| 2004 | Giochi olimpici | Atene  | Concorso completo individuale | Bronzo    |      |

## Premi e riconoscimenti
Nel 2002 ha ottenuto il secondo posto nella classifica mondiale del FEI (Fédération Équestre Internationale) e l'anno successivo ha occupato il primo.
Nel 2003, alla sua seconda partecipazione ai Campionati europei di concorso completo nella categoria Senior, è diventata la prima cavallerizza a vincere l'oro con lo stesso cavallo in due diverse edizioni dei Campionati.
Ancora nel 2003, Pippa è stata la prima cavallerizza al mondo a vincere il Grand Slam of Eventing; nello stesso anno ha ricevuto i premi Sunday Times Sportswoman of the Year Award, Sports Journalist Association Pat Besford Award e BBC South's Sports Personality of the Year.
È stata la prima cavallerizza a vincere per quattro edizioni i Blenheim Palace International Horse Trials.

## Attività collegate all'equitazione
Pippa Funnell è stata la co-fondatrice del The Billy Stud, un'attività che si occupa di allevare e allenare cavalli da salto, istituita nel Surrey dal marito William Funnell in collaborazione con Donal Barnwell.
È insegnante alla Windrush Equestrian Foundation, un'organizzazione non-profit che si occupa di aiutare giovani cavallerizzi in tutto il mondo.
È una delle sostenitrici del World Horse Welfare, un'associazione di beneficenza che si occupa del legame tra uomo e cavallo.

## Attività mediatiche
Il nome di Pippa Funnell è stato usato nei titoli di una serie di videogiochi sui cavalli prodotti da Ubisoft:
- Pippa Funnell per Nintendo DS e GameBoy Advance.
- Pippa Funnell: Stable Adventure per GameBoy Advance.
- Pippa Funnell: The Stud Farm Inheritance per PC.
- Pippa Funnell: Take the Reins per PC e PlayStation 2.
- Pippa Funnell 3: The Golden Stirrups Challenge per PC.
- Pippa Funnell 4: Secrets of the Ranch per PC.
- Pippa Funnell: Ranch Rescue per PlayStation 2 e Nintendo Wii.

Inoltre, Pippa ha partecipato alla realizzazione di alcuni DVD prodotti da Equestrian Vision (azienda fornitrice di DVD specialistici sull'equitazione, che fa parte della Henry James Trading Ltd), intitolati Road to the Top, Pippa Funnell e The Funnell Factor.

## Pubblicazioni
Storie di cavalli (Tilly's Pony Tails)
In Gran Bretagna, tutti i libri della collana sono stati pubblicati dalla casa editrice Orion Children's Books, marchio di Orion Publishing Group Ltd, con sede a Londra. In Italia, invece, sono stati pubblicati da Edizioni EL, con sede a Trieste. La traduzione in italiano è di Lucia Feoli, le illustrazioni sono opera di Jennifer Miles.
1. Un cavallo da sogno (Magic Spirit the dream horse), pubblicato in Gran Bretagna nel 2009 e in Italia nel 2010, ISBN 978-88-477-2694-9.
2. Il cavallo da corsa (Red Admiral the racehorse),  pubblicato in Gran Bretagna nel 2009 e in Italia nel 2010, ISBN 978-88-477-2695-6.
3. Una cavallina per due (Rosie the perfect pony),  pubblicato in Gran Bretagna nel 2009 e in Italia nel 2010, ISBN 978-88-477-2696-3.
4. Un purosangue (Samson the stallion),  pubblicato in Gran Bretagna nel 2009 e in Italia nel 2010, ISBN 978-88-477-2697-0.
5. Vacanza a cavallo (Lucky Chance the new foal),  pubblicato in Gran Bretagna nel 2009 e in Italia nel 2011, ISBN 978-88-477-2751-9.
6. Un vero campione  (Solo the super star),  pubblicato in Gran Bretagna nel 2010 e in Italia nel 2011, ISBN 978-88-477-2786-1.
7. Un cavallo da gara (Pride and Joy the event horse),  pubblicato in Gran Bretagna nel 2010 e in Italia nel 2011, ISBN 978-88-477-2787-8.
8. Un cavallo coraggioso (Neptune the heroic horse),  pubblicato in Gran Bretagna nel 2010 e in Italia nel 2011, ISBN 978-88-477-2807-3.
9. Una cavallina disubbidiente (Parkview Pickle the naughty show pony),  pubblicato in Gran Bretagna nel 2010 e in Italia nel 2011, ISBN 978-88-477-2808-0.
10. Un cavallo da spettacolo (Nimrod the circus pony),  pubblicato in Gran Bretagna nel 2010 e in Italia nel 2012, ISBN 978-88-477-2861-5.
11. Un campione in pericolo (Moonshadow the Derby winner),  pubblicato in Gran Bretagna nel 2011 e in Italia nel 2012, ISBN 978-88-477-2862-2.
12. Un cavallo per amico (Autumn Glory the new horse),  pubblicato in Gran Bretagna nel 2011 e in Italia nel 2012, ISBN 978-88-477-2898-1.
13. Un cavallo da salvare (Goliath the rescue horse),  pubblicato in Gran Bretagna nel 2011 e in Italia nel 2012, ISBN 978-88-477-2899-8.
14. Un cavallo ribelle (Buttons the naughty pony),  pubblicato in Gran Bretagna nel 2011 e in Italia nel 2012, ISBN 978-88-477-2912-4.
15. Un cavallino troppo solo (Rusty the trustworthy pony),  pubblicato in Gran Bretagna nel 2011 e in Italia nel 2012, ISBN 978-88-477-2913-1.
16. Un cavallo invincibile (Royal Flame the police horse),  pubblicato in Gran Bretagna nel 2011 e in Italia nel 2013, ISBN 978-88-477-2959-9.
17. Un puledrino nella savana (Stripy the zebra foal),  pubblicato in Gran Bretagna nel 2012 e in Italia nel 2013, ISBN 978-88-477-2960-5.
18. Un cavallo selvaggio (Free Spirit the mustang),  pubblicato in Gran Bretagna nel 2012 e in Italia nel 2013, traduzione di Daniela Corazza, ISBN 978-88-477-2992-6.

Storie e Rime (Tilly's horse, Magic)
In Gran Bretagna, tutti i libri della collana sono stati pubblicati dalla casa editrice Hachette Children's Group. In Italia, invece, sono stati pubblicati da Einaudi, con sede a Trieste, e tradotti di Lucia Feoli. Le storie si ambientano dopo le vicende dei libri della collana Storie di cavalli.
1. Due cavalli per vincere (Team Spirit), pubblicato sia in Gran Bretagna che in Italia nel 2014, ISBN 978-88-665-6200-9.
2. Allenamento da campioni (Team Training), pubblicato in Gran Bretagna nel 2014 e in Italia nel 2015, ISBN 978-88-665-6253-5.
3. Un futuro da campioni (Team Work), pubblicato sia in Gran Bretagna che in Italia nel 2015, ISBN 978-88-665-6275-7.
4. Team Magic, pubblicato in Gran Bretagna nel 2015, non ha una traduzione italiana, ISBN 978-1-4440-1204-0.

Altre opere
- Il libro dei cavalli (Tilly's Pony Tails Annual 2011), pubblicato in Gran Bretagna nel 2010 dalla casa editrice Orion Children's Books, con sede a Londra, e in Italia nel 2012 da Einaudi, con sede a Trieste. Traduzione in italiano di Lucia Feoli, illustrazioni di Jennifer Miles, ISBN 978-88-477-2884-4.
- (EN) Pippa Funnell e Kate Green, Training the Young Horse: Schooling for Success, Newton Abbot, David & Charles, 2005, ISBN 978-0-7153-2149-2.
- (EN) Pippa Funnell, Pippa Funnell: The Autobiography, Londra, Orion Publishing Group, 2005, ISBN 978-0-7528-6519-5.
- (EN) Pippa Funnell, Follow your dreams, Londra, Orion Publishing Group, 2011, ISBN 978-1-4440-0266-9.
- (EN) Pippa Funnell, Ask Pippa (Questions and Answers), Londra, Orion Children's Books, 2011, ISBN 978-1-4440-0265-2.
- (EN) Pippa Funnell, Ten Perfect Pony Tales, Londra, Orion Children's Books, 2011, ISBN 978-1-4440-0498-4.